# Duzdağ
Der Duzdağ ist ein 1153,8 m hoher Berg im Rayon Kəngərli in der Autonomen Republik Nachitschewan.

## Geologie
Der Gipfel liegt am äußersten Südende der Daralayaz-Kette rund 10 bis 12 km nordwestlich der Stadt Nachitschewan. Es ist ein gewölbtes Plateau, das aus salzhaltigen Sedimentgesteinen aus dem Miozän besteht. Am Südhang des Berges befindet sich eine ausgebeutete Salzlagerstätte. Als Folge einer Lawine wurde hier 1967 eine Kultur aus dem 3. bis 2. Jahrtausend v. Chr. entdeckt. Tektonisch liegt Nachitschewan im zentralen Teil des Beckens, im nordwestlichen Teil der Duzdağ-Mulde.

## Vegetation
Der Berg liegt in einer Halbwüstenlandschaft. 